# La Nuit du 16 janvier

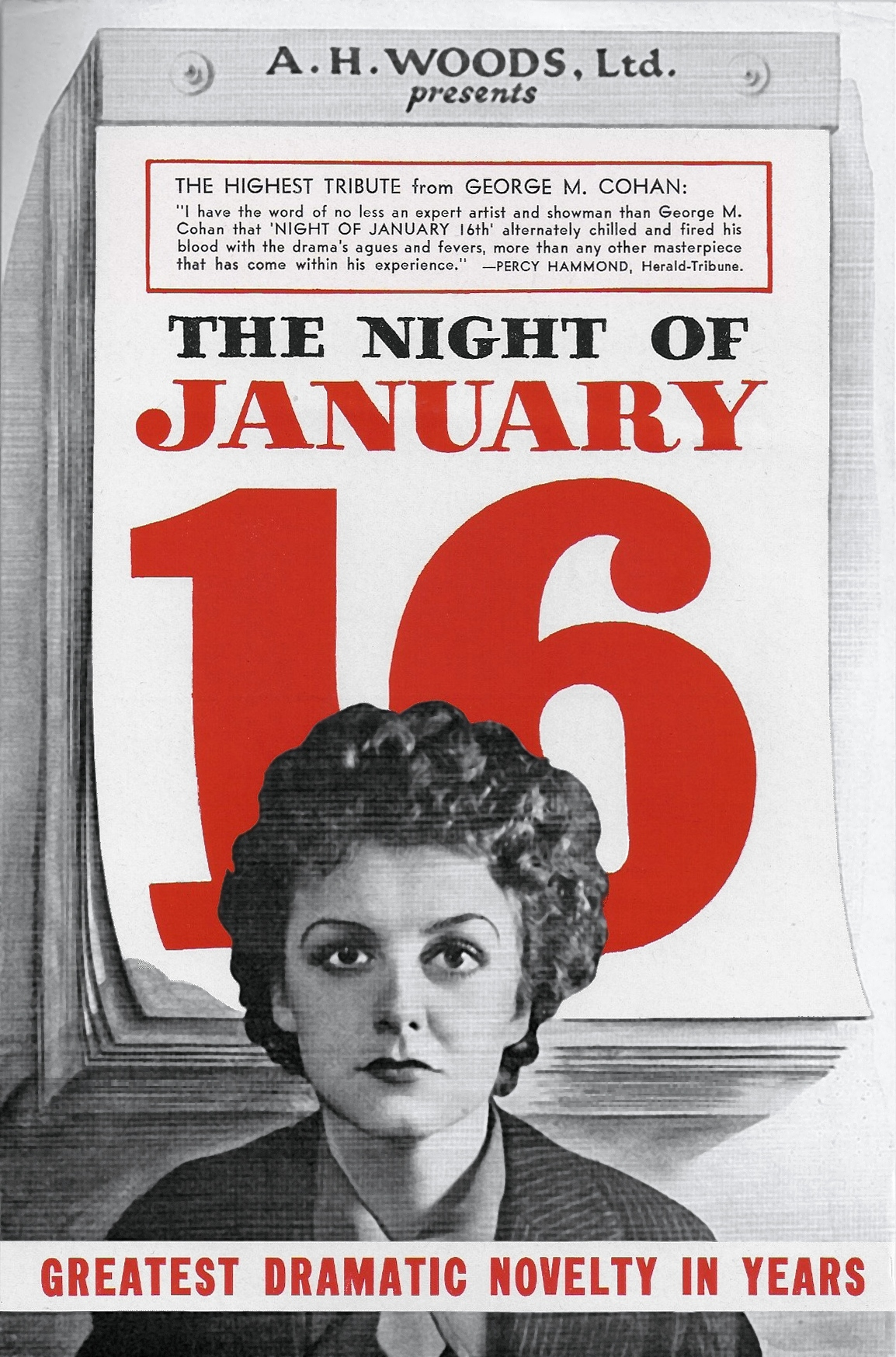
Publicité pour une mise en scène avec Doris Nolan à Broadway en 1935.

La Nuit du 16 janvier (titre original anglais : Night of January 16th) est une pièce de théâtre écrite en 1933 par la romancière et philosophe américaine Ayn Rand sous le titre initial de Penthouse Legend. La pièce, qui se déroule intégralement dans une salle de tribunal, a pour sujet un procès pour meurtre. L'histoire s'inspire de la mort de l'industriel suédois Ivar Kreuger, surnommé le « roi de l'allumette ».
Une particularité de la pièce consiste dans le fait qu'à chaque représentation plusieurs personnes du public sont conviées à monter sur scène pour constituer le jury et décider du sort de l'accusé. En fonction du choix du jury, la pièce présente des fins alternatives. Elle a été donnée pendant plusieurs mois au théâtre Apollo à Paris entre 1945 et 1946. Le succès de cette pièce a incité l'auteur genevois Jacques Aeschlimann à rédiger Un Geste machinal et La Démonstration du Professeur Glomus.

## Publication
1. ↑  Le Mois théâtral n°139, Éditions Meyer et cie, juillet 1946, p. 2.
2. ↑  Le Mois théâtral n°139, p. 2.

- La Nuit du 16 janvier, Éditions du Cygne, Paris, 2021